# Tiny Lund

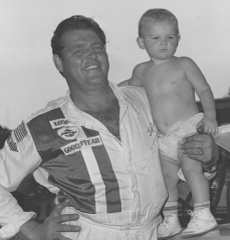
Lund, circa 1971

DeWayne Louis "Tiny" Lund (Harlan, Iowa, 14 november 1929 — Talladega, Alabama, 17 augustus 1975) was een Amerikaans autocoureur. Hij reed van 1955 tot zijn dood in 1975 in de NASCAR Grand National Series, vanaf 1971 herdoopt tot Winston Cup. In 1963 won hij de Daytona 500.

## Carrière
Lund debuteerde in 1955 in de Grand National Series. Zijn eerste overwinning behaalde hij in 1963 toen hij de Daytona 500 won, in het jaar waar hij tiende werd in het kampioenschap, zijn beste prestatie uit zijn carrière. Hij won later nog vier races, de Columbia 200 in 1965, de Beltsville 200 in 1966 en in 1971 won hij de Buddy Shuman 276 en de Wilkes 400.
De laatste jaren van zijn carrière reed hij nog weinig races in de Winston Cup en reed hij meer races in lagere raceklassen. Op 17 augustus 1975 nam hij als invaller deel aan de Talladega 500 toen de ingenieur van de gekwalificeerde Grant Adcox plots overleed aan een hartaanval en Adcox forfait gaf voor de race. Lund raakte in de zevende ronde betrokken bij een ongeval waarbij hij het leven liet. Hij werd in 1994 opgenomen in de International Motorsports Hall of Fame.